# South Berwick
South Berwick ist eine Town im York County im US-Bundesstaat Maine. Im Jahr 2020 lebten dort 7467 Einwohner in 2987 Haushalten auf einer Fläche von 84,54 km².

## Geographie
Nach dem United States Census Bureau hat South Berwick eine Gesamtfläche von 84,54 km², von der 83,22 km² Land sind und 1,32 km² aus Gewässern bestehen.

### Geographische Lage
South Berwick liegt im Südwesten des York Countys und grenzt an New Hampshire. Der Salmon Falls River fließt entlang der westlichen Grenze der Town und bildet auch die Grenze zu New Hampshire. Es gibt mehrere kleinere Seen auf dem Gebiet, wie den Warren Pond und den Knights Pond. Das Gebiet ist eher eben, ohne größere Erhebungen.

### Nachbargemeinden
Alle Entfernungen sind als Luftlinien zwischen den offiziellen Koordinaten der Orte aus der Volkszählung 2010 angegeben.
- Norden: North Berwick, 13,6 km
- Osten: Wells, 13,2 km
- Südosten: York, 14,9 km
- Süden: Eliot, 9,5 km
- Südwesten: Dover, Strafford County, New Hampshire, 11,7 km
- Westen: Rollinsford, Strafford County, New Hampshire, 7,6 km

### Stadtgliederung
In South Berwick gibt es mehrere Siedlungsgebiete: Agementicus Station, Boyd Corner, Conway Junction, Emerys Bridge, Great Works, Jewett, Oldfields, South Berwick, South Berwick Junction, Tatnic und Varney Crossing.

### Klima
Die mittlere Durchschnittstemperatur in South Berwick liegt zwischen −6,1 °C (21 °F) im Januar und 20,6 °C (69 °F) im Juli. Damit ist der Ort gegenüber dem langjährigen Mittel der USA um etwa 9 Grad kühler. Die Schneefälle zwischen Oktober und Mai liegen mit bis zu zweieinhalb Metern mehr als doppelt so hoch wie die mittlere Schneehöhe in den USA; die tägliche Sonnenscheindauer liegt am unteren Rand des Wertespektrums der USA.

## Geschichte
In South Berwick startete die Besiedlung um 1624. Als Town wurde South Berwick am 12. Februar 1814 organisiert. Zuvor gehörte das Gebiet zur Town Berwick. Von York wurden Gebiete im Jahr 1834 hinzugenommen und von Berwick in den Jahren 1841 und 1881.
Der Salmon Falls River, der auch die Grenze nach New Hampshire bildet, wurde nach seinem Fischreichtum benannt. An seinem Zufluss, dem Great Works River, wurde im Jahr 1650 die erste Sägemühle in Amerika errichtet. Die älteste Schule in Maine, die Berwick Academy, wurde in South Berwick im Jahr 1791 gegründet. Früher war sie ein Internat, heute ist die private Schule eine Tagesschule mit Schulklassen von Kindergarten bis zum 12. Schuljahr.
Durch South Berwick führen die Bahnstrecke Jewett–Intervale Junction und die Bahnstrecke Wilmington–Agamenticus sowie die Bahnstrecke Cummings–Portland.

### Einwohnerentwicklung
| Volkszählungsergebnisse – Town of South Berwick, Maine | Volkszählungsergebnisse – Town of South Berwick, Maine | Volkszählungsergebnisse – Town of South Berwick, Maine | Volkszählungsergebnisse – Town of South Berwick, Maine | Volkszählungsergebnisse – Town of South Berwick, Maine | Volkszählungsergebnisse – Town of South Berwick, Maine | Volkszählungsergebnisse – Town of South Berwick, Maine | Volkszählungsergebnisse – Town of South Berwick, Maine | Volkszählungsergebnisse – Town of South Berwick, Maine | Volkszählungsergebnisse – Town of South Berwick, Maine | Volkszählungsergebnisse – Town of South Berwick, Maine |
| Jahr                                                   | 1800                                                   | 1810                                                   | 1820                                                   | 1830                                                   | 1840                                                   | 1850                                                   | 1860                                                   | 1870                                                   | 1880                                                   | 1890                                                   |
| ------------------------------------------------------ | ------------------------------------------------------ | ------------------------------------------------------ | ------------------------------------------------------ | ------------------------------------------------------ | ------------------------------------------------------ | ------------------------------------------------------ | ------------------------------------------------------ | ------------------------------------------------------ | ------------------------------------------------------ | ------------------------------------------------------ |
| Einwohner                                              |                                                        |                                                        | 1475                                                   | 1577                                                   | 2314                                                   | 2592                                                   | 2624                                                   | 2510                                                   | 2677                                                   | 3434                                                   |
| Jahr                                                   | 1900                                                   | 1910                                                   | 1920                                                   | 1930                                                   | 1940                                                   | 1950                                                   | 1960                                                   | 1970                                                   | 1980                                                   | 1990                                                   |
| Einwohner                                              | 3188                                                   | 2935                                                   | 2955                                                   | 2650                                                   | 2546                                                   | 2646                                                   | 3112                                                   | 3488                                                   | 4046                                                   | 5877                                                   |
| Jahr                                                   | 2000                                                   | 2010                                                   | 2020                                                   | 2030                                                   | 2040                                                   | 2050                                                   | 2060                                                   | 2070                                                   | 2080                                                   | 2090                                                   |
| Einwohner                                              | 6671                                                   | 7220                                                   | 7467                                                   |                                                        |                                                        |                                                        |                                                        |                                                        |                                                        |                                                        |

## Kultur und Sehenswürdigkeiten

### Bauwerke
In South Berwick wurden ein Distrikt und mehrere Bauwerke unter Denkmalschutz gestellt und ins National Register of Historic Places aufgenommen.
- South Berwick Village Historic District, 2010 unter der Register-Nr. 10000058.[9]
- Portsmouth Company Cotton Mills: Counting House, 1975 unter der Register-Nr. 75000208.[10]
- Jewett-Eastman House, 1983 unter der Register-Nr. 83003700.[11]
- Sarah Orne Jewett House, 1973 unter der Register-Nr. 73000248.[12]
- Jonathan Hamilton House, 1970 unter der Register-Nr. 70000082.[13]
- Cummings Shoe Factory, 2001 unter der Register-Nr. 01001420.[14]
- Conway Junction Railroad Turntable Site, 1989 unter der Register-Nr. 88003001.[15]
- Berwick Academy, 1978 unter der Register-Nr. 78000336.[16]

## Wirtschaft und Infrastruktur

### Verkehr
Die Maine State Route 236 verläuft in nordsüdlicher Richtung durch das Gebiet der Town. Von ihr zweigt die Maine State Route 9 ab.

### Öffentliche Einrichtungen
In South Berwick gibt es keine medizinischen Einrichtungen. Die nächstgelegenen befinden sich in North Berwick, Dover und Somersworth.
In South Berwick befindet sich die 1970 gegründete South Berwick Public Library an der Young Street.

### Bildung
South Berwick gehört mit Eliot und Rollinsford zum MSAD 35.
Im Schulbezirk werden folgende Schulen angeboten:
- Eliot Elementary in Eliot
- Central School in South Berwick
- Great Works School in South Berwick
- Marshwood Middle School in Eliot
- Marshwood High School in South Berwick

## Persönlichkeiten

### Söhne und Töchter der Stadt
- John L. Hayes (1812–1887), Anwalt, Geschäftsmann und Wirtschaftsfunktionär
- John H. Burleigh (1822–1877), Politiker
- John Noble Goodwin (1824–1887), Politiker und Gouverneur des Arizona-Territoriums
- Sarah Orne Jewett (1849–1909), Schriftstellerin
- Marcia Oakes Woodbury (1865–1913), Malerin

### Persönlichkeiten, die vor Ort gewirkt haben
- William Burleigh (1785–1827), Politiker
- Robert M. Pirsig (1928–2017), Autor
- Robert Siegel (1939–2012), Schriftsteller
- Nicholson Baker (* 1957), Schriftsteller